# Каневский район (Черкасская область)
Ка́невский райо́н (укр. Канівський район) — упразднённая административная единица на севере Черкасской области Украины. Административный центр — город Канев.

## География
Площадь — 1281 км2.
Основные реки — Днепр, Рось, Росава.

## История
Каневский район образован путём объединения двух волостей (Куриловской и Пшеничниковской) — 7 марта 1923 года на основании Постановления Президиума ВУЦИК (Всеукраинский Центральный Исполнительный Комитет) с 7 марта 1923 года. «Об административно-территориальном делении Киевской и Полтавской губерний» («Сборник законов и распоряжений рабоче-крестьянского правительства Украины за 1923 год»).
До 1930 года Каневский район входил в состав Шевченковского округа. Согласно Постановлению ВУЦИК и СНК УССР от 2 сентября 1930 года, Шевченковский округ был ликвидирован. Район непосредственно подчинялся республиканскому центру. Согласно решению сессии ВУЦИК от 9 февраля 1932 года, Каневский район вошёл в состав новообразованной Киевской области.
После образования Черкасской области, согласно Указу Президиума Верховного Совета УССР от 7 января 1954 года, Каневский район введён в её состав. Этим же документом сёла Гельмязовского района Полтавской области Лепляво, Озерище, Келеберда, Сушки, Прохоровка были административно подчинены Черкасской области. 30 декабря 1962 года Гельмязовский район был ликвидирован, а вышеупомянутые сёла сперва отошли к Драбовскому району, а 4 января 1965 года — к вновь образованному Каневскому району.
12 ноября 1971 года Указом Президиума Верховного Совета УССР в Каневский район был передан Григоровский сельсовет Переяслав-Хмельницкого района Киевской области. Населённые пункты Григоровка, Луковица, Трахтемиров, Зарубинцы и Монастырёк Переяслав-Хмельницкого района Киевской области по распоряжению правительства (23 ноября 1971 года) были отнесены к Каневскому району. В связи с затоплением Каневским водохранилищем сёла Зарубинцы и Монастырёк были расселены и 30 июня 1976 года сняты с учёта в Каневском районе. По этой же причине 4 августа 1971 года в Каневском районе были сняты с учёта посёлок Решётки и село Селище.
Районный центр — город Канев, расположен на правом берегу Днепра. Имеет причал, до ближайшей железнодорожной станции Лепляво (Левобережье) — 7 км, до областного центра (города Черкассы) — 64 км.
Одно из первых письменных упоминаний о Каневе датируется ещё 1144 годом. В летописи указывается, что именно тогда был заложен Успенский собор.
17 июля 2020 года в результате административно-территориальной реформы район вошёл в состав Черкасского района.

## Демография
Население района составляет 25 тысяч человек (данные 2005 г.).

Всего насчитывается 60 населённых пунктов.

## Административное устройство

### Населённые пункты
- 56 сёл: Бабичи • Бересняги • Беркозовка • Бобрица • Буда-Горобиевская • Бучак • Гамарня • Глинча • Голяки • Горобиевка • Григоровка • Грищинцы • Даровка • Иваньков • Келеберда • Ключники • Ковали • Козаровка • Кононча • Копиевата • Куриловка • Лазорцы • Лепляво • Лизки • Литвинец • Лука • Луковица • Малый Ржавец • Мартыновка • Межирич • Мельники • Михайловка • Новоукраинка • Озерище • Павловка • Пекари • Пищальники • Полствин • Поповка • Потапцы • Поташня • Прохоровка • Пшеничники • Пилява • Синявка • Степанцы • Студенец • Сушки • Таганча • Трахтемиров • Тростянец • Трощин • Хмельная • Хутор-Хмельная • Черныши • Яблонов
- 4 посёлка: Копиеватое • Орловец • Раек • Степанецкое

## Транспорт
Автобусы, такси.

## Достопримечательности
- Могила Тараса Григорьевича Шевченко.
- Могила Аркадия Петровича Гайдара.
- Государственный историко-культурный заповедник «Трахтемиров».

## Археология
- У села Межирич находится Межиричская стоянка[укр.] охотников на мамонтов позднего палеолита. На одном из бивней мамонта с Межиричской стоянки изображена примитивная схема местности, состоящая из семи рядов изображений. Возможно, это самая древняя карта, найденная на территории Украины[3]
- Мартыновский клад
- Городище лука-райковецкой культуры Монастырёк объединяется в одну группу с древлянскими памятниками Житомирского Полесья[4] и гибнет синхронно с древлянским Искоростенем[5][6][7]. Нижний горизонт городища Монастырёк, на основании дирхема 761/762 годов чеканки из жилища 7, часто относят к VIII веку. В нём, при преобладании лепной керамики, всё же найдены фрагменты гончарной керамики IX—начала X века[8]. Дирхем 740/741 годов чеканки из жилища селища Монастырёк найден в комплексе с лепной и гончарной керамикой X века. Фельс 814 года чеканки в жилище 2 сочетался с гончарной посудой X века[8]. Найденные в курганах Гнёздова и на городище Монастырёк луннические височные кольца «нитранского типа» свидетельствуют о знакомстве днепровских мастеров с великоморавской ювелирной традицией[9]
- В Бабичах в средневековых захоронениях со снаряжением всадников найдены изделия субботцевского типа[10]
- Трахтемировское городище